# Maresciallo di Jugoslavia
Maresciallo di Jugoslavia (serbo-croato: Маршал Југославије, traslitterato: Maršal Jugoslavije; sloveno: Maršal Jugoslavije; macedone: Маршал на Југославија, traslitterato: Maršal na Jugoslavija) è stato il più alto grado dell'Armata Popolare di Jugoslavia e, allo stesso tempo, un titolo onorifico della Repubblica Socialista Federale di Jugoslavia.

## Storia

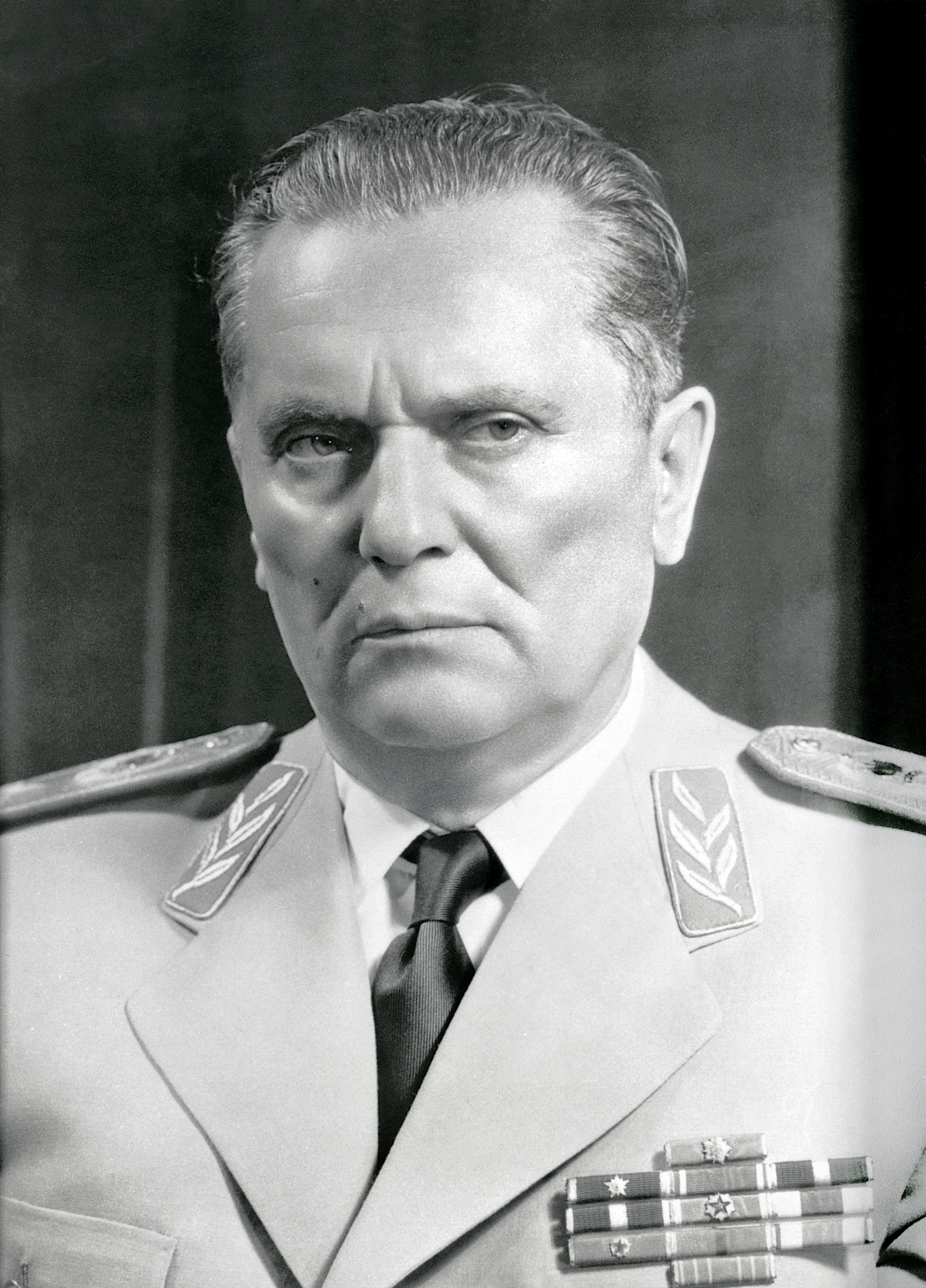
Tito in uniforme di Maresciallo di Jugoslavia

Il titolo è stato prerogativa esclusiva di Josip Broz Tito prima ed unica unica persona ad avere ricevuto il titolo di "maresciallo di Jugoslavia", e il termine "il Maresciallo"  è diventato in Jugoslavia sinonimo del suo nome. 
Tito ricevette il titolo di "maresciallo" dell'Armata popolare di liberazione della Jugoslavia nel corso della 2ª riunione dell'AVNOJ tenutasi nella città bosniaca di Jajce, dal 21 al 29 novembre 1943, e detenne tale fino alla sua morte il 4 maggio 1980.
La riunione dell'AVNOJ nella quale Tito venne nominato "maresciallo", venne costituito il Comitato Nazionale per la Liberazione della Jugoslavia, che agiva da governo provvisorio, del quale Tito venne nominato primo ministro e commissario alla difesa popolare. 
Comprendendo gli effetti della propaganda che le uniformi avevano sulla popolazione, Tito ebbe di più di settanta diverse divise da maresciallo.
Tito deteneva tale titolo quale comandante supremo delle forze armate della Repubblica Socialista Federale di Jugoslavia, e accanto al titolo di "maresciallo" e "comandante supremo" manteneva anche la funzione permanente di presidente della Repubblica Socialista Federale di Jugoslavia e di capo della Lega dei Comunisti di Jugoslavia, il movimento politico che dal 1945 al 1990 ha governato la Jugoslavia e conosciuto fino al 1952 con il nome di Partito Comunista di Jugoslavia, guidato da Tito dal 5 marzo 1939 al 4 maggio 1980, giorno della sua morte.